# Lev Kulidzjanov
Lev Kulidzjanov (russisk: Лев Александрович Кулиджанов) (født 19. marts 1924 i Tbilisi, Sovjetunionen, død 18. februar 2002 i Moskva i Rusland) var en sovjetisk filminstruktør og manuskriptforfatter.

## Filmografi
- Dom, v kotorom ja zjivu (Дом, в котором я живу, 1957)[1][2]
- Ottjij dom (Отчий дом, 1959)
- Kogda derevja byli bolsjimi (Когда деревья были большими, 1961)
- Sinjaja tetrad (Синяя тетрадь, 1963)
- Raskolnikov - forbrydelse og straf (Преступление и наказание, 1970)